# لابوكويريا

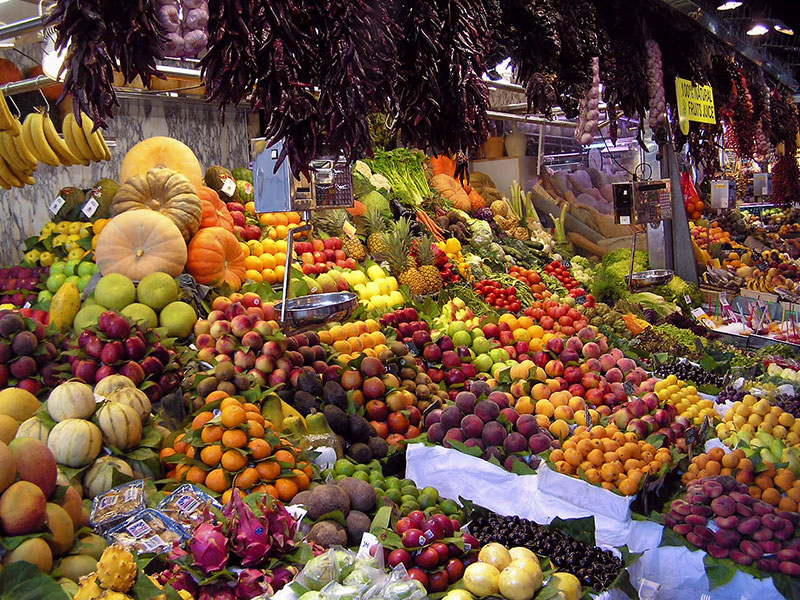
كشك فواكه وخضروات في لابوكويريا

Mercado de San José غالباً ما يشار إليه بإسم لابوكويريا (بالإسبانية: La Boquería)‏ هو سوق يقع في مدينة برشلونة، شارع لارامبلا، إسبانيا. يبيع الخضراوات والفواكه واللحوم والحلويات وغيرها ويعد واحد من أهم معالم السياحية في المدينة. تبلغ مساحة مبنى السوق 2583 مترًا مربعًا وهو مصنوع من الزجاج والصلب ومزين بالفسيفساء. 